# Lecithoceridae
Die Lecithoceridae sind eine relativ wenig bekannte Familie der Kleinschmetterlinge mit über 100 Gattungen und mehr als 1200 Arten.

## Merkmale
Die Lecithoceridae sind adult kleine Schmetterlinge mit einer Flügelspannweite von 7 bis 26 Millimeter, glatt beschupptem Kopf und ohne Ocellen. Die Vorderflügel sind länglich, ohne Pterostigma. Die Hinterflügel sind etwa so breit wie die Vorderflügel. Die Flügeladern sind vollständig oder variabel reduziert. Die Familie ist gekennzeichnet durch sehr lange Antennen, die gewöhnlich länger als die Vorderflügel sind. Des Weiteren ist bei den Geschlechtsorganen der Männchen die Gnathos nach unten gebogen oder fehlend. Die Eier sind aufrecht, die Raupen tragen eine dichte Sekundärbehaarung.

## Verbreitung
Die bekannten Arten der Lecithoceridae sind meist in der orientalischen und der australischen Region verbreitet; das Verbreitungsgebiet umfasst aber auch den südlichen Teil der Paläarktis. Lecithoceriden kommen vor allem in tropischen und subtropischen Gebieten vor.

## Systematik

### Unterfamilien
- Lecithocerinae
- Torodorinae
- Oditinae (manchmal auch Xyloryctidae zugeordnet)

### Gattungen
- Abrachmia
- Achoria
- Aeolanthes
- Alciphanes
- Amaloxestis
- Anamimnesis
- Anaxyrina
- Andusia
- Antiochtha
- Aproparia
- Asbolistis
- Asmenistis
- Athymoris
- Atrichozancla
- Cacogamia
- Carodista
- Catacreagra
- Caveana
- Ceuthomadarus
- Chrysonasma
- Corthyntis
- Crocanthes
- Crocogma
- Cubitomoris
- Cynicocrates
- Cynicostola
- Decuaria
- Deltoplastis
- Demopractis
- Dinochares
- Dolichotorna
- Doxogenes
- Dragmatucha
- Eccedoxa
- Enthetica
- Epharmonia
- Ephelochna
- Epimactis
- Eridachtha
- Eurodachtha
- Exorgana
- Frisilia
- Fulvitalia
- Galoxestis
- Glaucolychna
- Habrogenes
- Halolaguna
- Heteralcis
- Heterodeltis
- Heteroderces
- Hoenea
- Homaloxestis
- Hygroplasta
- Hyperochtha
- Hypochasmia
- Hyptiastis
- Idiopteryx
- Ilioparsis
- Isotypa
- Kalocyrma
- Lecithocera
- Lecitholaxa
- Longipenis
- Macrernis
- Macroceras
- Malachoherca
- Merocrates
- Mexytocerus
- Mnesteria
- Monerista
- Myriopleura
- Neocorodes
- Neopectinimura
- Nephelographa
- Nosphistica
- Nyctocyrma
- Oecia
- Olbothrepta
- Opacoptera
- Orphanoclera
- Oxygnostis
- Pectinimura
- Parelliptis
- Periphorectis
- Phanoschista
- Phatnotis
- Philarachnis
- Philharmonia
- Philoptila
- Placanthes
- Plagiocrossa
- Pompographa
- Proesochtha
- Protolychnis
- Psammoris
- Pseudocrates
- Ptilothyris
- Quassitagma
- Recontracta
- Rhizosthenes
- Rhyparomatrix
- Scaeostrepta
- Scolizona
- Scythropiodes
- Siderostigma
- Siovata
- Sisyrodonta
- Spatulignatha
- Sphaerolbia
- Stryphnocopa
- Styloceros
- Synersaga
- Syntetarca
- Technographa
- Tegenocharis
- Teucrodoxa
- Thamnopalpa
- Thubana
- Thymbritis
- Timyra
- Tingentera
- Tipha
- Tirallis
- Tiriza
- Tisis
- Tonosa
- Torodora
- Toxotarca
- Trichernis
- Trichoboscis
- Uipsa
- Urolaguna